# 塞纳科马卡
塞纳科马卡（英語：Tsenacommacah，/ˌsɛnəˈkɒməkə/，重音为 SENəKOMəkə；也写作Tscenocomoco、Tsenacomoco、Tenakomakah、Attanoughkomouck和Attan-Akamik） 是波瓦坦人对其原住家园的称呼，该地区也被称作波瓦坦联盟。它包括整个弗吉尼亚沿海地区以及弗吉尼亚东岸部分地区。更准确地说，其边界从詹姆斯河河口南侧附近起，向北延伸至波托马克河南端，东西范围从东岸延伸至河流的落差线。